# Amphiodon effusus
Genre
Espèce
Synonymes
- Poecilanthe effusa (Huber) Ducke[2]

Amphiodon effusus est une espèce de plantes à fleurs dicotylédones de la famille des Fabaceae, sous-famille des Faboideae, originaire d'Amérique du Sud. C'est l'unique espèce acceptée du genre Amphiodon (genre monotypique). 